# Таубе, Карл Карлович
Карл Карлович Таубе (?—1816) — русский военачальник, полковник.

## Биография
Дата рождения неизвестна.
Участник Отечественной войны 1812 года. 1-я артиллерийская бригада подполковника Карла Карловича Таубе с батарейной ротой № 3 под его же командованием и легкими ротами № 1 капитана Николая Матвеевича Шишкина 2-го и № 2 подполковника Петра Матвеевича Копьева — принимали участие в Бородинском сражении.
Во время сражения 3-я батарейная рота подполковника Таубе была выдвинута на левый фланг армии П. И. Багратиона. В представлении К. К. Таубе к ордену св. Анны 2-й степени говорилось, что он:

«В продолжении целого дня действовал с большим успехом по неприятельским как батареям, так и колоннам, и при большой потере людей и подбитых лафетов успел привести вверенную ему батарею в надлежащий порядок, каковою неустрашимостью и деятельностью подал способ к действию артиллерии».

20 ноября 1812 года произведен в полковники.
В 1813—1814 годах — командир батарейной роты Его Императорского Высочества генерал-фельдцейхмейстера великого князя Михаила Павловича лейб-гвардии артиллерийской бригады.
До июня 1815 года командовал 1-й артиллерийской бригадой (позже ставшей 1-й гренадерской артиллерийской бригадой). 4 июня 1815 года назначен командиром лейб-гвардии артиллерийской бригады. 3 февраля 1816 года после разделения этой бригады на 1-ю и 2-ю гвардейские артиллерийские бригады Таубе был назначен командиром первой из них. Возглавлял ее до момента своей смерти 28 мая 1816 года.
Умер 28 мая 1816 года.

## Награды
- Награждён орденами Св. Георгия 4-й степени (№ 2596; 11 июля 1813) и 3-й степени (№ 370, 18 марта 1814) — «В воздаяние отличных подвигов мужества, храбрости и распорядительности, оказанных в сражении против французских войск 18 марта при Париже».[5]
- Также был награждён другими орденами Российской империи, в числе которых был орден Св. Анны 2 степени.